# Famille des Dănești
 (mai 2024).
Si vous disposez d'ouvrages ou d'articles de référence ou si vous connaissez des sites web de qualité traitant du thème abordé ici, merci de compléter l'article en donnant les références utiles à sa vérifiabilité et en les liant à la section « Notes et références ».

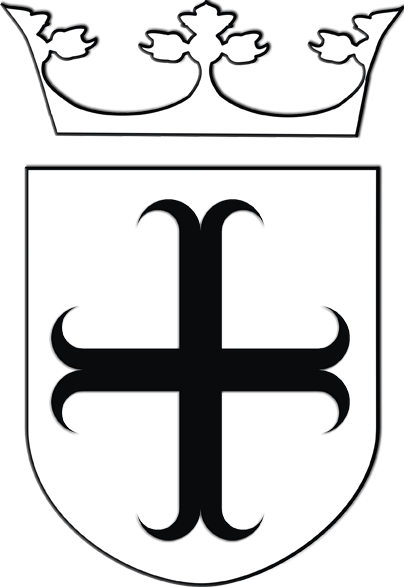
Blason dynastique attribué au voïvode de la Terre Roumaine Dan II.

La famille des Dănești est l'une des deux principales descendances de la famille des Basarabi, des boyards de la noblesse roumaine, l'autre descendance étant la famille des Drăculea. Ces deux branches se disputèrent le trône valaque pendant plus de cent ans. Les Dănești descendaient du prince Dan Ier, frère de Mircea Ier l'Ancien. Ils étaient considérés comme des „Basarab légitimes” et étaient soutenus par la noblesse d'Olténie (ouest de la Valachie). De leur côté, les Drăculea, descendant de Vlad II le Dragon, fils de Mircea Ier l'Ancien, étaient considérés comme une „lignée bâtarde” mais avaient le soutien de la noblesse de Munténie (est de la Valachie). Les deux lignées donnèrent alternativement de nombreux princes à la Principauté de Valachie.

## Personnalités
- Dan Ier de Valachie
- Dan II de Valachie
- Basarab II
- Vladislav II de Valachie
- Dan III Danicul
- Basarab III Laiotă cel Bătrân
- Basarab IV Țepeluș cel Tânăr
- Vladislav III de Valachie
- Basarab VI
- Moïse de Valachie